# Album FIDE
Les Albums FIDE sont publiés par la commission permanente pour la composition échiquéenne de la Fédération internationale des échecs. Chaque album contient les meilleurs problèmes d'échecs d'une période donnée qui couvre trois ans, sauf pour les années 1914 à 1955. Ce sont eux qui servent de base aux titres de grand maître international et de maître international de composition échiquéenne.

## Historique
Le premier Album FIDE a été publié en 1961. Il couvre la période 1956-1958 et comporte 661 problèmes.
Un deuxième Album FIDE a été publié en 1964 pour couvrir la période 1945-1955, il comporte 1891 problèmes.
Après la publication des Albums couvrant les périodes 1959-1961 (en 1966) et 1962-1964 (en 1968), trois Albums ont été publiés pour couvrir la période 1914-1944 : en 1972, les Albums 1914-44-I et 1914-44-II qui comportent respectivement 725 et 1278 problèmes, et enfin en 1975 l'Album 1914-44-III qui comporte 806 problèmes.
Une fois ce « retard » rattrapé, le 8e Album a été publié en 1976 pour la période 1965-1967 et a ensuite été suivi d'un Album pour chaque nouvelle période de trois ans.
Le dernier Album a été publié en 2007, il couvre la période 1998-2000 et comporte 1267 problèmes.
Il y a donc pour l'instant 18 Albums FIDE, qui comportent en tout 18751 problèmes.

## Contenu et constitution d'un Album
Un Album FIDE compte actuellement 8 sections :
- les mats en 2 coups
- les mats en 3 coups
- les multicoups (mats en 4 coups et plus)
- les études
- les mats inverses
- les mats aidés
- les problèmes féeriques
- les problèmes d'analyse rétrograde et les problèmes mathématiques

Les problèmes de chaque section sont jugés par trois juges qui doivent chacun donner une note allant de 0 à 4 points. Les problèmes ayant au minimum 8 points (parfois 7,5 points) sont retenus dans l'Album FIDE.

## Obtention des titres FIDE de composition échiquéenne
Chaque problème sélectionné dans un Album FIDE vaut 1 point. Si c'est une étude, il vaut 1,67 point. Si c'est un problème composé en collaboration, les points sont partagés entre les compositeurs.
- Pour être grand maître international, il faut obtenir 70 points.
- Pour être maître international, il faut obtenir 25 points.
- Pour être maître FIDE, il faut obtenir 12 points.